# Strioscopia

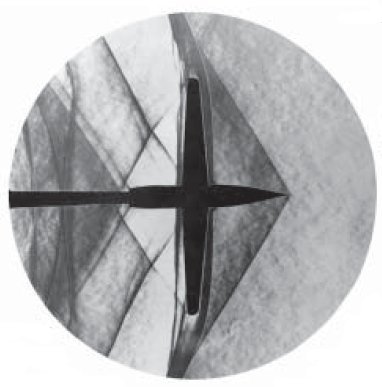
Compressione a Mach 1,2 osservata mediante Strioscopia.(ImmagineNASA)

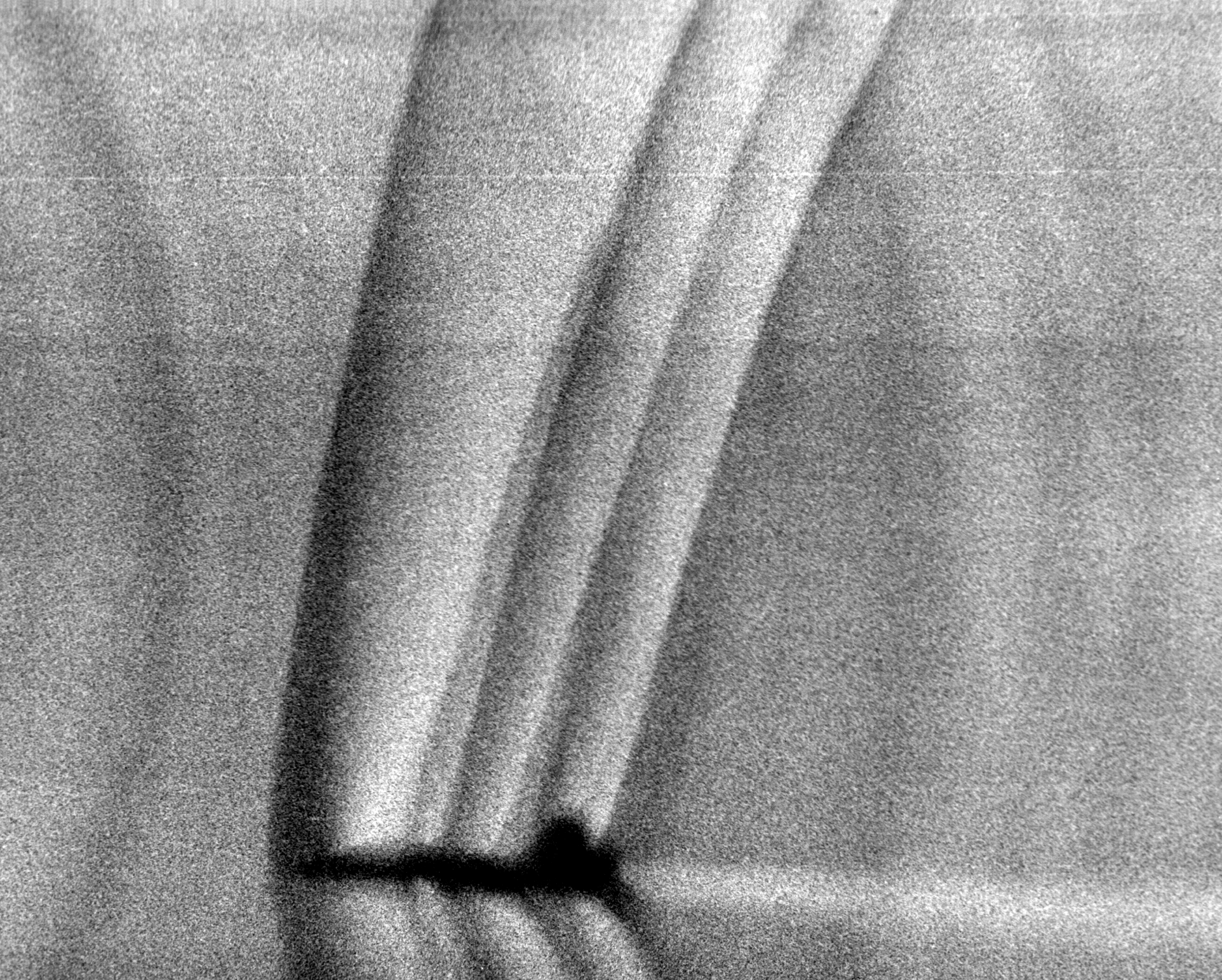
Onde d'urto prodotte da un Northrop T-38 Talon durante il volo, 13 dicembre 1993 Wallops Island, Virginia. Spettacolare foto del Dott. Leonard Weinstein del Langley Research Center della NASA. Maggiori informazioni sul sito della NASA https://web.archive.org/web/20090120202822/http://www.dfrc.nasa.gov/gallery/photo/Schlieren/HTML/EC94-42528-1.html.

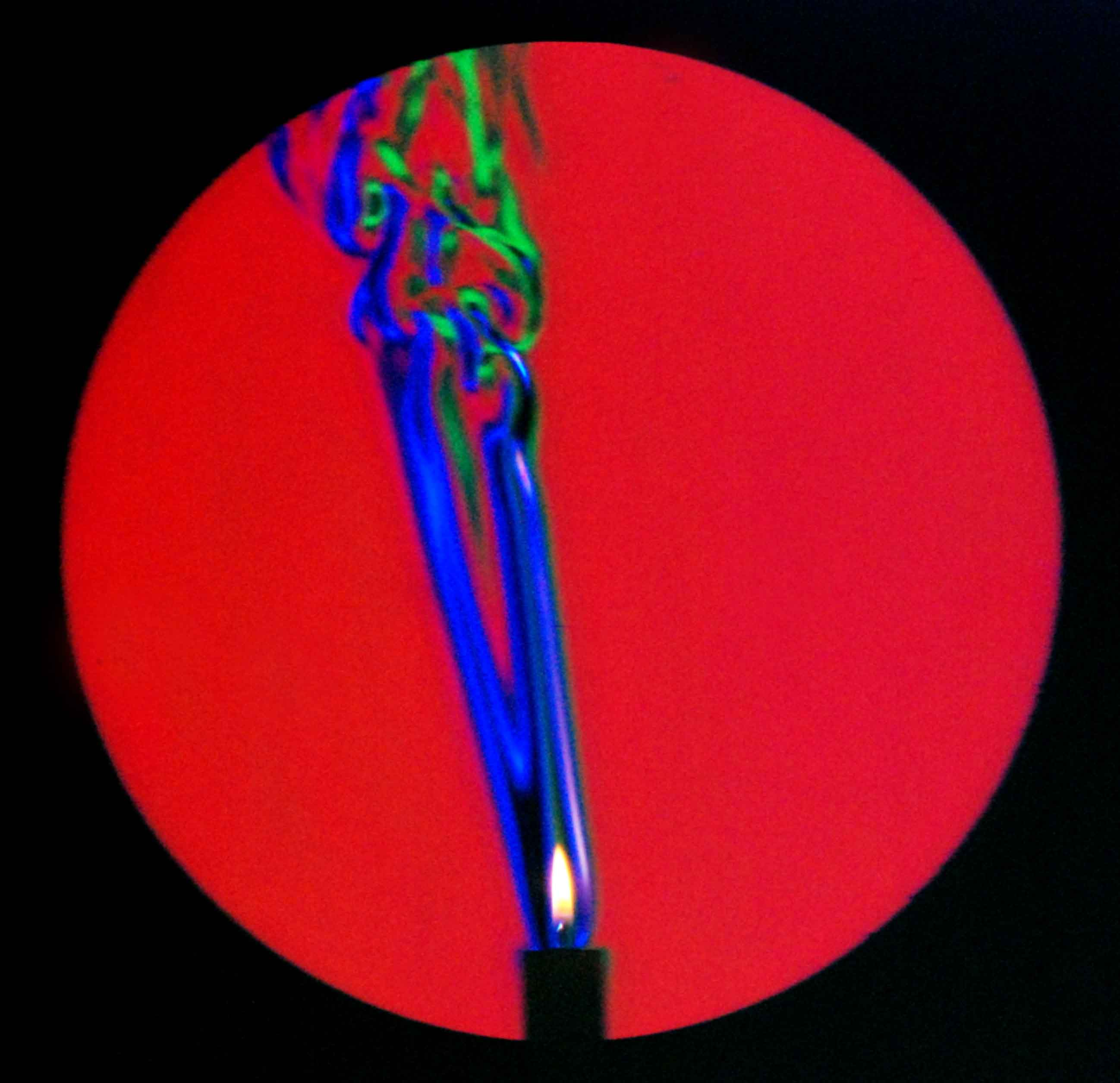
Un'immagine a colori del pennacchio termico di una fiamma di candela, deformato da una piccola corrente d'aria proveniente da destra. Fotografia by Gary S. Settles, Penn State University.

La strioscopia (o fotografia Schlieren, dal tedesco schliere, in italiano 'stria') è una metodica fotografica (e di videoripresa) che permette la visualizzazione delle turbolenze prodotte nell'aria o in altri fluidi quando questi vengono compressi dal passaggio di un solido (ad esempio un proiettile o un aeroplano). La compressione esercitata sui fluidi modifica la loro densità e quindi anche le proprietà ottiche (indice di rifrazione) ossia il modo in cui interagiscono con la luce che li attraversa. Anche una fonte di calore determina variazioni nella densità del fluido nel quale si trova immersa (ad esempio l'aria) ed è per questo motivo che la superficie di oggetti molto caldi, come l'asfalto o la sabbia rovente, sembra tremolante o può comunque provocare una deformazione visiva (miraggio).

## Storia e utilizzi
La strioscopia fu inventata dal fisico tedesco August Toepler nel 1864 durante le sue ricerche sul regime supersonico. Viene molto usata in campo aeronautico anche se il suo ruolo sta diventando sempre meno importante con lo sviluppo di simulazioni di fluidodinamica al computer. È insostituibile nello studio di situazioni in cui le simulazioni al computer possono essere imprecise: ad esempio, quando si studiano i movimenti dell'aria su radiatori o asfalto molto caldi.
La strioscopia viene impiegata nello studio degli scambi termici tra superfici e ambiente. Può fornire anche interessanti esperienze didattiche come, ad esempio, la visualizzazione dello zucchero che si scioglie in acqua.

## Funzionamento
La ragione del suo funzionamento consiste nel minimizzare in un'immagine, per mezzo di un filtro ottico opportuno, la luce che non è stata deviata dal fluido in movimento, ossia i raggi luminosi che arrivano all'osservatore con una componente continua, ossia sempre allo stesso modo. Verranno invece catturati e messi in maggior evidenza i raggi deviati dal fluido che arriveranno alla fotocamera con una variazione di fase per il fenomeno della scintillazione. Le strie che appaiono nella foto, luminose oppure scure, corrispondono a zone di turbolenza del fluido stesso in cui la densità è, rispettivamente, minore o maggiore. In sostanza, questo procedimento elimina di continuo l'immagine di sfondo generata dalla luce che, attraversando il fluido immobile, arriva all'osservazione sempre con le stesse caratteristiche e vengono evidenziati solo i raggi luminosi soggetti a continue deviazioni per effetto della turbolenza e l'oggetto in movimento, che vengono riprodotti in modo distinto nell'immagine fotografica.

## Sistema ottico
Il sistema ottico di base consiste in almeno una lente e un filtro spaziale posizionato nel piano focale della lente. Nel piano focale di un qualsiasi sistema ottico si ha la trasformata di Fourier spaziale dell'onda incidente la cui componente di ordine zero viene focalizzata nel punto focale, mentre le altre a una distanza legata al loro corrispondente vettore d'onda, al vettore d'onda incidente e alla focale stessa del sistema.
Il filtro spaziale blocca fisicamente parte della radiazione diffusa e l'immagine che ne deriva presenta striature chiare e scure in corrispondenza delle variazioni spaziali dell'indice di rifrazione.

## Fondamenti matematici
Si consideri un'onda collimata che si propaga lungo l'asse z ed una perturbazione dell'indice di rifrazione del mezzo nel piano ortogonale (x,y) tale da perturbare la fase dell'onda incidente di una quantità {\displaystyle {\tilde {\phi }}(x,y)}.
Considerando per semplicità una perturbazione monocromatica lungo l'asse y
{\displaystyle {\tilde {\phi }}(x,y)={\hat {\phi }}_{k}\cos(k_{y}y+\alpha )}
dove {\displaystyle \alpha } è la generica fase arbitraria.
il campo elettrico diffuso, nell'ipotesi di piccole variazioni di fase, può essere scritto come
{\displaystyle E=E_{0}e^{\imath {\hat {\phi }}_{k}\cos(k_{y}y+\alpha )}=E_{0}+E_{0}\imath {\frac {{\hat {\phi }}_{k}}{2}}e^{\imath k_{y}y}+E_{0}\imath {\frac {{\hat {\phi }}_{k}}{2}}e^{-\imath k_{y}y}}
dove {\displaystyle E_{0}} è il campo elettrico incidente.
Immaginando di utilizzare il filtro spaziale per bloccare, ad esempio, i vettori d'onda negativi, si ottiene che l'intensità al piano immagine è data da
{\displaystyle I\propto E_{0}^{2}[1-{\hat {\phi }}_{k}\sin(k_{y}y+\alpha )]}
che è quindi lineare nella perturbazione ma sfasata di {\displaystyle \pi /2} rispetto ad essa.

## Limiti
Quando la sorgente luminosa è assai intensa, il filtro può nascondere piccole turbolenze che producono solo una piccola variazione di fase nei raggi luminosi deviati.
Immagini di questo tipo sono sempre molto scure perché la maggior parte della luce catturata è costituita proprio da quella componente continua che viene schermata dal filtro.

## Schlieren sintetico
Il metodo Schlieren sintetico consiste nell'elaborazione numerica di una data immagine in modo da ricostruire la tecnica Schlieren classica tramite opportuni algoritmi che riproducano l'effetto del filtro spaziale.